# Mas Sagols
El Mas Sagols és una obra d'Avinyonet de Puigventós (Alt Empordà) inclosa a l'Inventari del Patrimoni Arquitectònic de Catalunya.

## Descripció
Mas situat a darrera del restaurant Mas Pau, i al que s'hi arriba a través del veïnat de Sta Eugènia. És un mas al que se li han annexionat nous cossos d'època moderna, tot i que això no ha fet que hagi perdut la seva estructura. Aquest mas té dues façanes disposades en angle recte, una de les quals té com a porta d'accés un arc de mig punt amb dovelles regulars fins a les impostes. D'aquesta façana també destaca una finestra allindada rebaixada. Al costat d'aquesta, una altra finestra de mides superiors i carreuada al seu voltant. Pel que fa l'altra façana no té elements destacables ja que les obertures han estat refetes. Ambdues façanes estan arremolinades i no permeten veure el parament per cap dels seus costats.